# Василенко, Фёдор Павлович
Фёдор Павлович Василенко (22 октября 1923, Медвин, Киевская губерния — 21 сентября 1996, Медвин, Киевская область) — советский хозяйственный, государственный и политический деятель, Герой Социалистического Труда.

## Биография
Родился в 1923 году в селе Медвин. Член КПСС с года.
Участник Великой Отечественной войны. С 1945 года — на хозяйственной, общественной и политической работе. В 1945—1975 гг. — заведующий Медвинским пунктом «Заготзерно», председатель колхоза «Коммунар», в Медвинском райкоме партии, председатель колхоза «Россия» Богуславского района Киевской области Украинской ССР
Указом Президиума Верховного Совета СССР от 8 апреля 1971 года присвоено звание Героя Социалистического Труда с вручением ордена Ленина и золотой медали «Серп и Молот».
Делегат XXIV съезда КПСС.
Умер в Медвине в 1996 году.